# جون الكسندر ماكليرناند
جون ألكسندر ماكليرناند (بالإنجليزية: John Alexander McClernand) (30 مايو 1812 - 20 سبتمبر 1900) هو محامٍ وسياسي أمريكي، وقد كان جنرالًا في جيش الاتحاد خلال الحرب الأهلية الأمريكية. وهو ديمقراطي بارز في ولاية إلينوي وعضو في مجلس النواب الأمريكي قبل الحرب. وكان ماكليرناند مؤمنًا بشدة بمبادئ ديمقراطية جاكسون وأيد تسوية عام 1850.
كُلف ماكليرناند برتبة عميد المتطوعين في عام 1861. ولكونه سياسيًا في الأصل فقد اصطدم بضباط الجيش خريجي أكاديمية الولايات المتحدة العسكرية. وخدم كقائد تابع ليوليسيس جرانت في المسرح (المنطقة) الغربي، حيث قاتل في معارك بلمونت وفورت دونلسون وشيلوه في 1861-1862.
كان ماكليرناند صديقًا مقربًا وحليفًا سياسيًا لأبراهام لنكولن، ما سمح له بالحصول على إذن لتجنيد قوة للقيام بعملية ضد فيكسبيرغ، ميسيسيبي، الأمر الذي يتعارض مع جهود جرانت، قائد قسمه. لكن كان جرانت قادرًا على تحييد جهد ماكليرناند المستقل بعد أن قام بحملة للفوز في معركة أركنساس بوست، بعدها أصبح ماكليرناند قائد الفيلق الأول في جيش جرانت لحملة فيكسبيرغ في عام 1863. وخلال حصار فيكسبيرغ، أعفى جرانت ماكليرناند من قيادته من خلال التحجج باتصالاته الكثيرة وغير المصرح بها مع الصحافة، ما وضع حدًا في النهاية للتنافس الذي تسبب بإزعاج جرانت منذ بداية الحرب. ترك ماكليرناند الجيش في عام 1864 وعمل كقاضٍ وسياسي في مرحلة ما بعد الحرب.

## نشأته وحياته السياسية
وُلد ماكليرناند في مقاطعة بريكينريج، كنتاكي، بالقرب من هاردينسبورغ، لكن في طفولته انتقلت عائلته إلى شاوني تاون، إلينوي. كانت نشأته وحياته المهنية مماثلة لحياة محامٍ آخر في إلينوي في ذلك الوقت، وهو أبراهام لنكولن. وقد كان تعلم بشكل ذاتي إلى حد كبير وقُبل في نقابة المحامين في إلينوي عام 1832. وفي نفس العام، خدم كجندي متطوع في حرب بلاك هوك (التي خدم فيها لنكولن لفترة قصيرة كنقيب).
في عام 1835 أسس ماكليرناند صحيفة شاوني تاون الديمقراطية، كما حررها. وبصفته ديموقراطيًا فقد خدم في عام 1836 ومن عام 1840 إلى 1843 في مجلس النواب في ولاية إلينوي. 
خدم في مجلس النواب الأمريكي من عام 1843 حتى عام 1851. وقد اشتهر بخطابه المنمق وبتمسكه بمبادئ جاكسون. أثارت كراهيته لدعاة إبطال العبودية تأييدًا في أوساط ناخبيه، الذين كان معظمهم في الأصل من سكان الولايات التي تسمح بالاستعباد، كما كان هو أيضًا. وقد عارض ماكليرناند بقوة شرط ويلموت لحظر العبودية في الأراضي المكسيكية. وكان حليفًا مهمًا للسيناتور ستيفن أ. دوغلاس عن ولاية إلينوي. ولعب دوغلاس دورًا حاسمًا في صياغة تسوية عام 1850، وكان ماكليرناند صلته لمجلس النواب أثناء النقاش حول التسوية المقترحة. وكان ماكليرناند أيضًا رئيس لجنة الأراضي العامة من عام 1845 إلى عام 1847 ولجنة الشؤون الخارجية من عام 1849 إلى عام 1851. في عام 1850، رفض ماكليرناند أن يكون مرشحًا ليُعاد انتخابه، ثم انتهت مدة خدمته في عام 1851.
في عام 1859، انتُخب ماكليرناند مرة أخرى لمجلس النواب لملء شاغر بسبب وفاة توماس ل. هاريس. وبدأت ولايته في 8 نوفمبر. وقد كان اتحاديًا قويًا وقدم قرار 15 يوليو 1861، لجمع التبرعات من المال والرجال للحكومة الوطنية. في عام 1860 هُزم في محاولة الحصول على منصب المتحدث في مجلس النواب؛ فقد اعترض تحالف الممثلين المعارضين له على وجهات نظره اللينة بشأن العبودية وأهمية الإبقاء على الاتحاد.
أيد ماكليرناند حملة صديقه، ستيفن دوغلاس، في الانتخابات الرئاسية لعام 1860. وشغل منصب واحد من مديري حملته خلال مؤتمر الترشيح الديمقراطي للرئاسة المثير للانقسام، والذي عقد في تشارلستون، كارولاينا الجنوبية في عام 1860.
في نوفمبر 1842، تزوج ماكليرناند من سارة دنلاب من جاكسونفيل، إلينوي، وهي صديقة مقربة لماري تود لنكولن. كانت سارة ابنة جيمس دنلاب، أمين مخازن الإمداد في جيش الاتحاد خلال الحرب الأهلية، والذي أصبح في النهاية لواء شرف. كان ابن جون وسارة -إدوارد جون ماكليرناند- بارزًا برتبة عميد في الجيش الأمريكي في الحروب الأمريكية الهندية ثم في الحروب الفلبينية الأمريكية. بعد وفاة سارة، تزوج ماكليرناند بشقيقتها، مينرفا دنلاب. 

## الحرب الأهلية
عند اندلاع الحرب الأهلية الأمريكية شكل فرقة ماكليرناند في ولاية إلينوي، وأصبح عميد المتطوعين في 17 مايو 1861. ولم يستند تكليفه بهذه الرتبة إلى خدمته القصيرة في حرب بلاك هوك، ولكن جاء هذا التكليف بناءً على رغبة لنكولن في الحفاظ على العلاقات السياسية مع الديمقراطيين في جنوب إلينوي. واستقال في النهاية من مقعده في الكونغرس في 28 أكتوبر. وكان في المرتبة الثانية تحت قيادة يوليسيس جرانت في معركة بلمونت في ميزوري في 7 نوفمبر 1861، وقاد الفرقة الأولى من جيش جرانت في معركة فورت دونلسون؛ لكن فرقته، التي لم يكن جناحها يرتكز بشكل مناسب على حاجز ما، ضربها هجوم مفاجئ في 15 فبراير 1862، ما جعلهم يتراجعون لنحو ميلين قبل أن يحصل ماكليرناند على تعزيزات. وفي 21 مارس، رقي إلى رتبة لواء المتطوعين لخدمته في معركة فورت دونيلسون. أما في معركة شيلوه في 6-7 أبريل فقد قاد فرقة من جيش تينيسي، التي قاومت -جنبًا إلى جنب مع ويليام تيكومسيه شيرمان- الاعتداءات الكونفدرالية القوية حول كنيسة شيلوه.
أساءت المناورات السياسية إلى فترة خدمة ماكليرناند كلواء، واستاء زملاؤه منه كثيرًا. إذ تواصل بشكل مباشر مع القائد العام، الرئيس لنكولن، وعرض انتقاداته لاستراتيجيات الجنرالات الآخرين، بما في ذلك اللواء جورج بي ماكليلان في المسرح الشرقي وجرانت في المسرح الغربي. في أكتوبر 1862، استخدم ماكليرناند نفوذه السياسي على حاكم إلينوي ريتشارد ييتس للحصول على إجازة لزيارة واشنطن العاصمة والرئيس لنكولن، على أمل الحصول على قيادة مستقلة مهِمة. وافق وزير الحرب إدوين ستانتون على إصدار أوامر له بأن يتجه شمالًا ليجمع قوات للحملة ضد فيكسبورغ. في أوائل شهر يناير عام 1863، في ميليكن بيند، حل ماكليرناند محل شيرمان كقائد القوة التي كانت ستتحرك باتجاه المسيسيبي. في 11 يناير 1863، استولى على أركنساس بوست، وهي حملة اقترحها شيرمان. في 17 يناير، بعد سماع رأي الأدميرال ديفيد ديكسون بورتر والجنرال شيرمان، أن ماكليرناند كان غير كفء لقيادة مزيد من العمليات، وحد جرانت جزءًا من قواته مع قوات ماكليرناند وتولى القيادة شخصيًا، وبعد ثلاثة أيام أمر ماكليرناند بالعودة إلى ميليكن بيند. خلال تتمة حملة فيكسبورغ، حدثت الكثير من الخلافات بين ماكليرناند وزملائه؛ فقد كان يتآمر لإزاحة جرانت، ويبث الشائعات للصحافة بأن جرانت يشرب خلال الحملة.
رسا ماكليرناند برجاله على سد نهر المسيسيبي في نقطة يونغز، حيث «عانوا من أمطار الشتاء الغزيرة وعدم توفر المأوى. لم يصرح بالخيام للقوات لأنهم كانوا ضمن نطاق المدافع (الكونفدرالية) في فيكسبورغ؛ لذلك بادر عدد من الرجال بحفر ثقوب في السد وغطوها ببطانياتهم المطاطية السوداء. بعد أن تعثروا في طين أسود يصل إلى ركابهم، وكانوا ما يزالون مرهقين من الحملات الأخيرة، مرض العديد من الجنود. سجلت العديد من حالات الإصابة بالجدري. واصطفت خيم الإسعاف على الجانب الخلفي للسد وازدحمت بالآلاف من الرجال المرضى، الذين مات الكثير منهم، وسرعان ما أحيط السد بمقابر جديدة».
رأى جرانت أنه في معركة شامبيون هيل (16 مايو، 1863) كان ماكليرناند متوانيًا، لكن جرانت انتظر حدوث عصيان كبير بما يكفي لتبرير إزالة منافسه القوي سياسياً. وبعد اعتداء دموي فاشل ضد ترسانات فيكسبورغ (أمر به جرانت)، كتب ماكليرناند أمر تهنئة إلى فيلقه، نُشر في الصحافة، يعاكس أمرًا من الإدارة وآخر من جرانت. وأعفي من قيادته في 18 يونيو، أي قبل أسبوعين من سقوط فيكسبورغ، وحل محله اللواء إدوارد أو. سي. أورد. وقع واجب إخطاره بفصله على عاتق المقدم جيمس ويلسون، الذي كان يحمل ضغينة ضده بسبب عقاب سابق له. وبمجرد قراءة ماكليرناند للأمر، صرخ بصدمة «أنا مُسرّح!»، ثم جعل من الأمر مزحة بعد أن رأى النظرة على وجه ويلسون، حين أعقب «أقسم يا سيدي، كلانا الآن مرتاحان» (لعب على الكلام: حيث أن كلمة relieved تعني «مُسرّح» و «مرتاح» معًا).
رأى الرئيس لنكولن أهمية استرضاء أحد زعماء ديمقراطيي الحرب في إلينوي، لذا أعاد ماكليرناند إلى القيادة الميدانية في عام 1864. في 20 فبراير 1864 عاد ماكليرناند إلى فيلقه الثالث عشر القديم، الذي أصبح جزءًا من قسم الخليج. ولكن حد المرض من دوره وبحلول الوقت الذي بدأت فيه حملة النهر الأحمر، استُبدل ماكليرناند في القيادة بتوماس إ. رانسوم. لعدة أيام في نهاية أبريل، عاد ماكليرناند إلى الميدان لقيادة فرقتين من الفيلق الثالث عشر للمشاركة في حملة النهر الأحمر. وقد استقال من الجيش في 30 نوفمبر 1864، وفي أبريل 1865 كان دوره بارزًا في جنازة لنكولن، نده الودي القديم.

## روابط خارجية
- جون الكسندر ماكليرناند على موقع إن إن دي بي (الإنجليزية)